# Egmonds
Het Egmonds (in de volksmond Derreps of Derps genaamd) is een Hollands dialect dat gesproken wordt in Egmond aan Zee. Het Derreps heeft met het dialect van de Hollandse vissersdorpen aan de Noordzeekust veel Ingveoonse substraten gemeen. Het wijkt daardoor sterk af van alle andere dialecten die in Noord-Holland worden gesproken, zoals het West-Fries en het Kennemerlands. Voornaamste kenmerk is de algehele ontronding van voorklinkers, zoals al in de naam is te zien: derp < durp. "Derps" betekent zoveel als "taal van het dorp"). Ook kent het dialect h-deletie.